# Chotovice (okres Svitavy)
Obec Chotovice (německy Chotowitz) se nachází v okrese Svitavy v Pardubickém kraji. Žije zde 158 obyvatel.

## Historie
První písemná zmínka o obci pochází z roku 1350.

## Obecní správa
V letech 1850–1902 k obci patřily Příluka a Suchá Lhota.

## Obecná škola
V roce 1905 byla postavena jednotřídá obecná škola.

## Pamětihodnosti
- Kostel svatého Prokopa
- kamenný kříž
- pomník padlých z 1. světové války byl slavnostně odhalen 24. května 1920 před budovou školy. Tímto aktem byla uctěna památka 13 občanů, kteří položili své životy na bojištích v Rusku a Itálii.

## Galerie

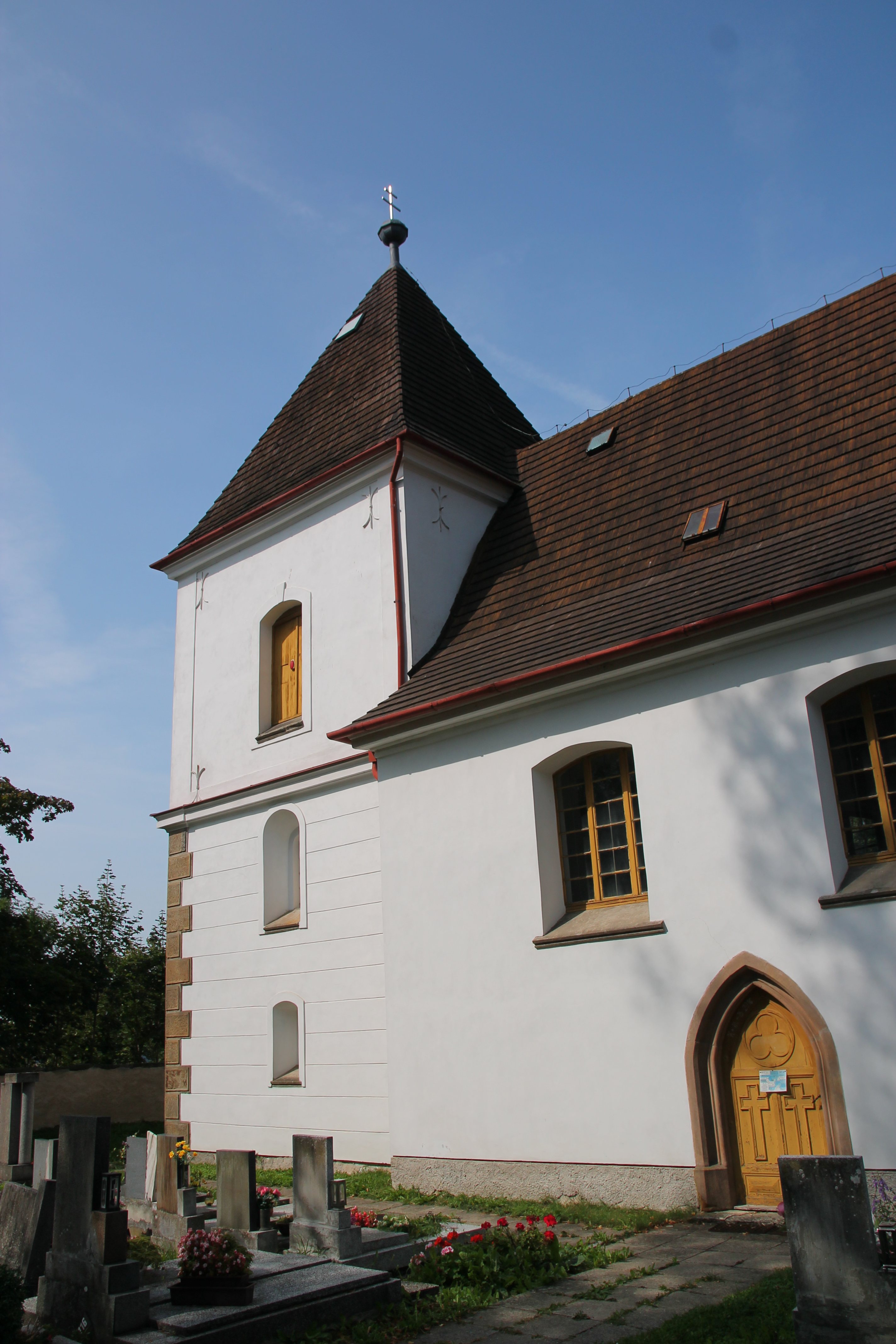
Kostel svatého Prokopa
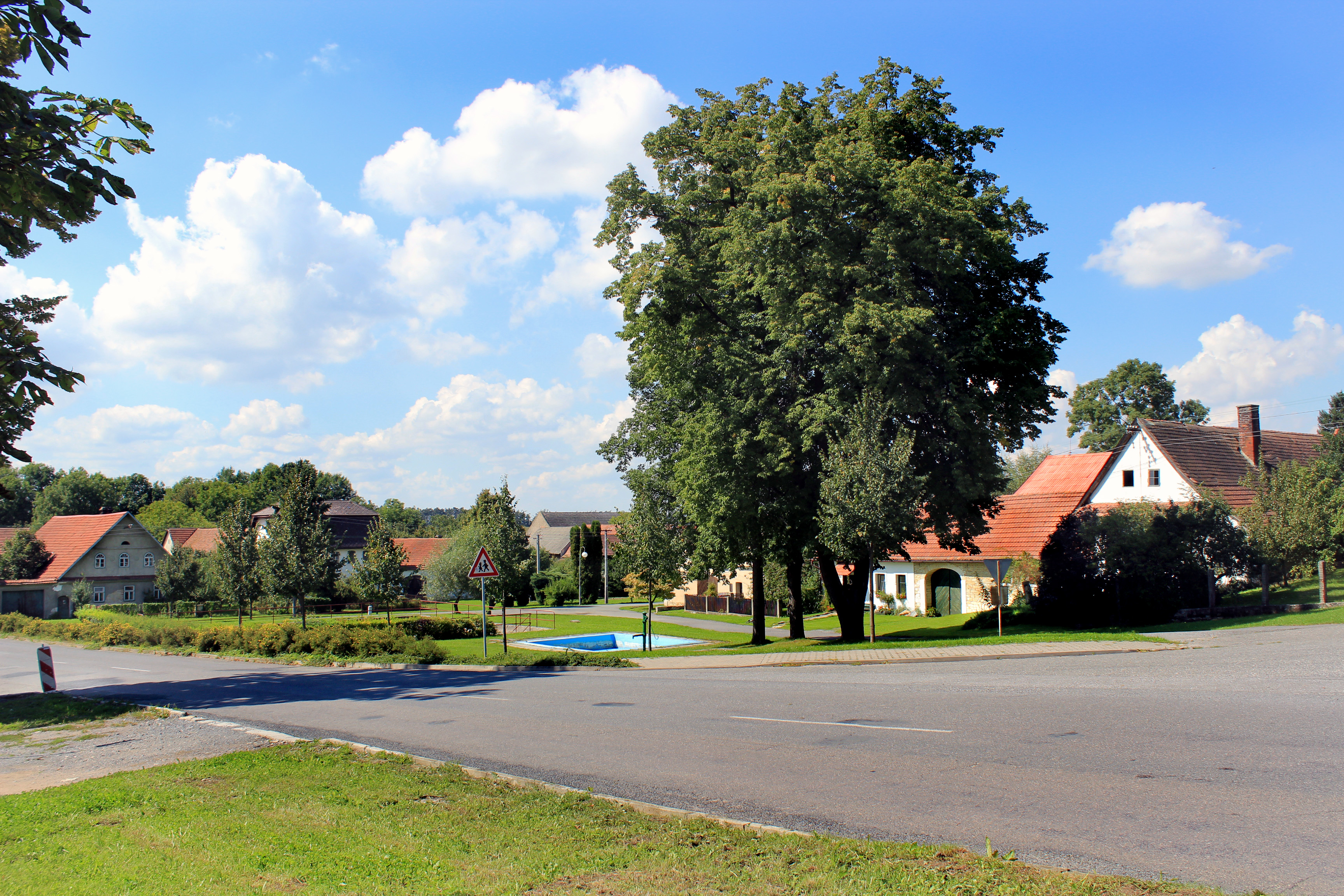
Náves
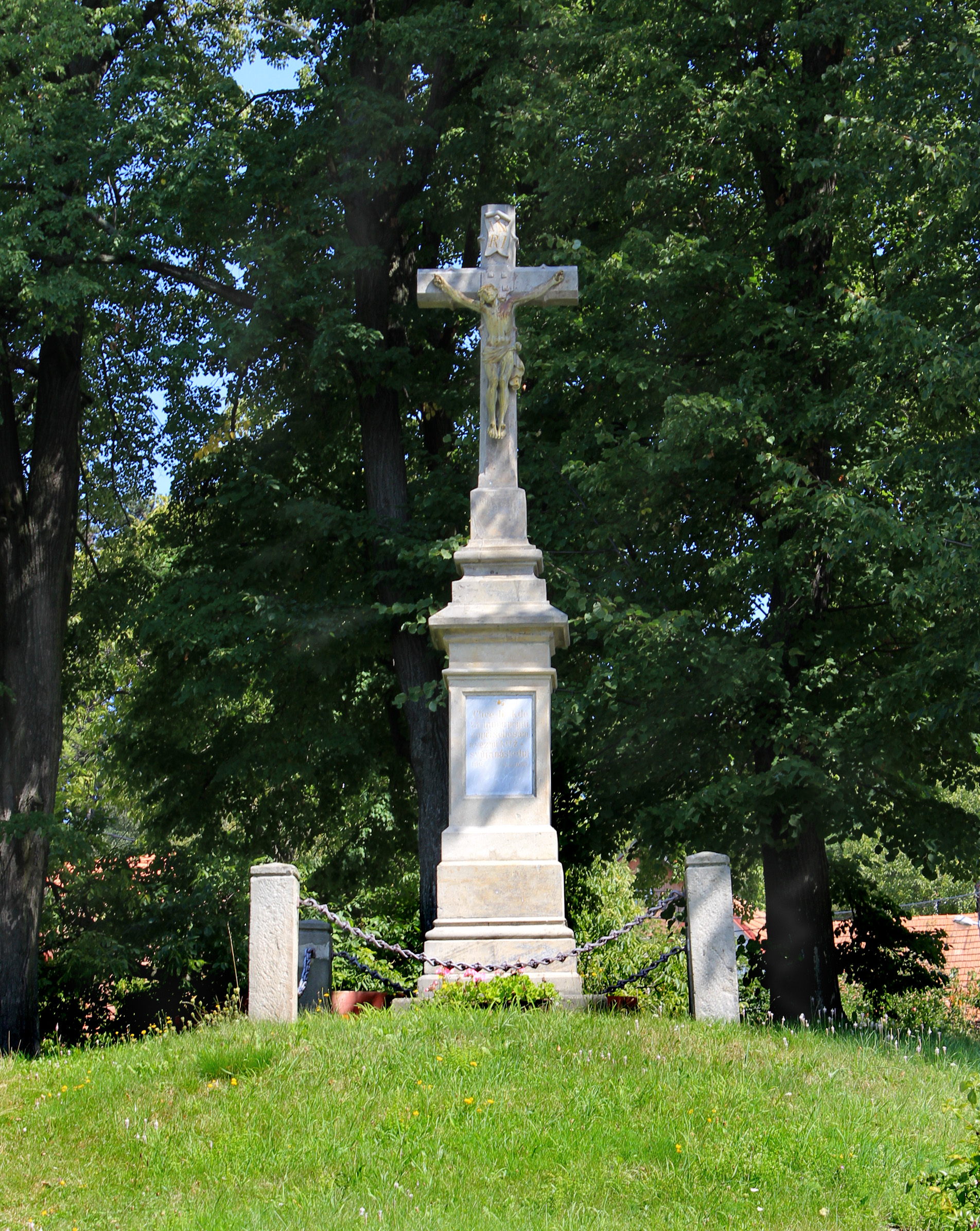
Křížek nad návsí
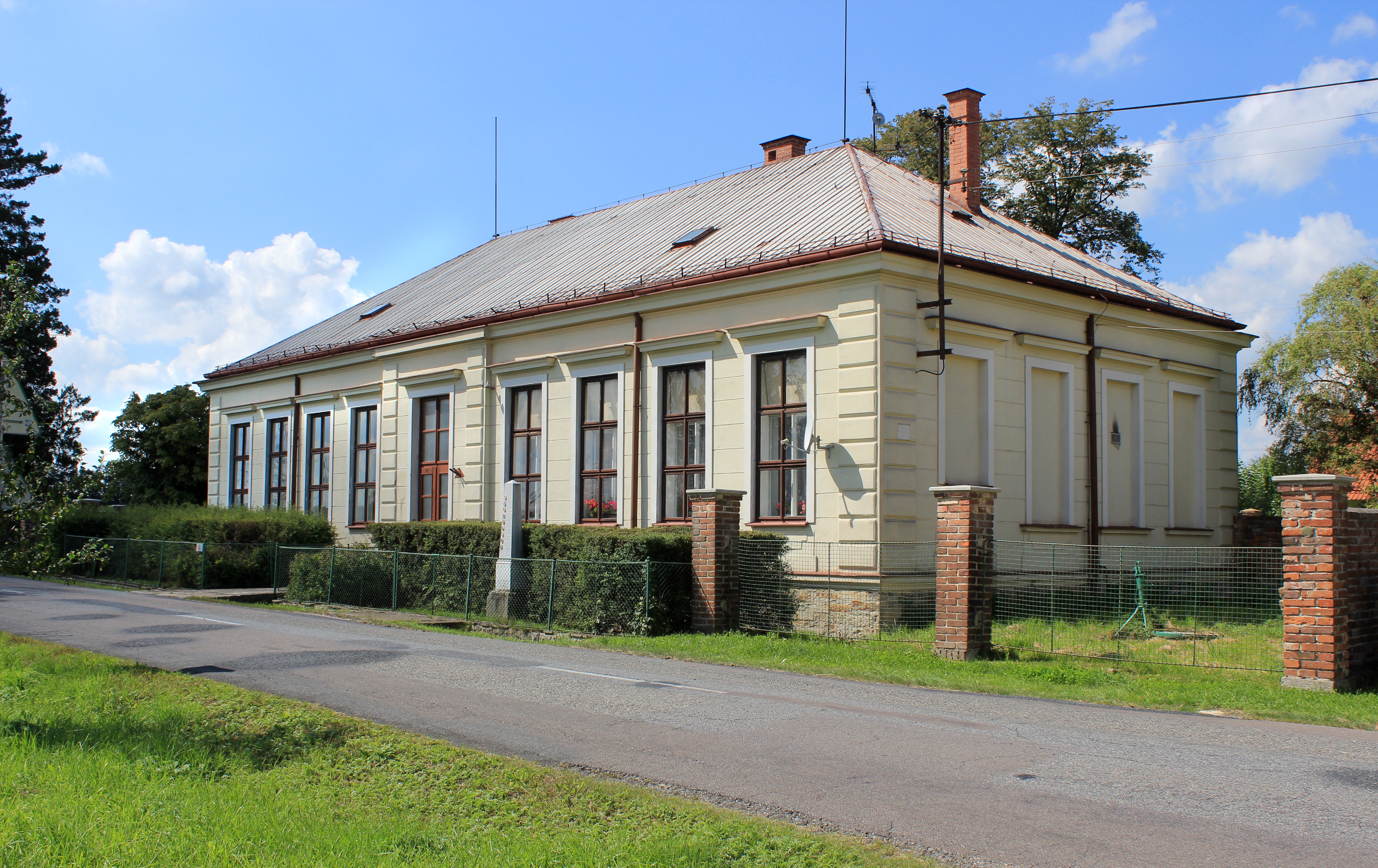
Bývalá budova obecního úřadu